# Rasmus Jensen
Rasmus Jensen (ur. 16 października 1993) – duński żużlowiec.

## Życiorys
Karierę żużlową zaczynał w duńskim Holsted Tigers. W grudniu 2013 zdecydował się na starty również w lidze polskiej i podpisał 2-letnią umowę ze Stalą Gorzów Wielkopolski, skąd był wypożyczany do drugoligowej Polonii Piła. W 2014 z drużyną z Holsted zdobył złoto Drużyynowych mistrzostw Danii (ligi duńskiej). W latach 2017–2018 startował dla Wandy Kraków, a na sezon 2019 powrócił do pilskiego klubu. 30 maja 2019 roku na torze w Holsted wywalczył brązowy medal Indywidualnych Mistrzostw Danii. Od sezonu 2020 jest zawodnikiem Wybrzeża Gdańsk, a od czerwca 2021 pełni funkcję kapitana drużyny. W 2021 zdobył również mistrzostwo ligi szwedzkiej (w barwach Dackarny) oraz duńskiej (w barwach Holsted). 
22 czerwca 2022 z dorobkiem 17 punktów (3,3,3,3,3,2) wygrał finał IM Danii. 

## Przynależność klubowa
Dania
- Holsted Tigers (2011–)

Niemcy
- MSC Diedenbergen (2012)

Wielka Brytania
- Plymouth Devils (2013–2014)
- Somerset Rebels (2015)
- Workington Comets (2016)
- Workington Comets (2018)
- Glasgow Tigers (2019)
- Swindon Robins (2019–2020)

Polska
- Stal Gorzów (2014–2015)
  - Polonia Piła (2014–2015, wyp.)
- Wanda Kraków (2017–2018)
- Polonia Piła (2019)
- Wybrzeże Gdańsk (2020–2022)
- Falubaz Zielona Góra (2023-)

Szwecja
- Dackarna Målilla (2015)
- Vetlanda Speedway (2018)
- Rospiggarna Hallstavik (2019–2020)
- Dackarna Målilla (2021–)

## Starty w Grand Prix (indywidualnych mistrzostwach świata na żużlu)

### Punkty w poszczególnych zawodachGrand Prix
| Sezon 2022             |                      |                      |                       |                                 |                                |                                 |                                |                                |                     |                 |                   |                   |         |         |         |         |         |         |         |         |        |        |        |        |        |        |        |        |        |        |        |   |   |
| GP Chorwacji – Goričan | GP Polski – Warszawa | GP Czech – Praga     | GP Niemiec – Teterow  | GP Polski – Gorzów Wielkopolski | GP Wielkiej Brytanii – Cardiff | GP Polski – Wrocław             | GP Danii – Vojens              | GP Szwecji – Målilla           | GP Polski – Toruń   | miejsce         | miejsce           | miejsce           | miejsce | miejsce | miejsce | miejsce | miejsce | miejsce | miejsce | miejsce | punkty | punkty | punkty | punkty | punkty | punkty | punkty | punkty | punkty | punkty | punkty |   |   |
| –                      | –                    | –                    | –                     | –                               | –                              | –                               | 12                             | –                              | –                   | 17              | 17                | 17                | 17      | 17      | 17      | 17      | 17      | 17      | 17      | 17      | 12     | 12     | 12     | 12     | 12     | 12     | 12     | 12     | 12     | 12     | 12     |   |   |
| Sezon 2023             |                      |                      |                       |                                 |                                |                                 |                                |                                |                     |                 |                   |                   |         |         |         |         |         |         |         |         |        |        |        |        |        |        |        |        |        |        |        |   |   |
| GP Chorwacji – Goričan | GP Polski – Warszawa | GP Czech – Praga     | GP Niemiec – Teterow  | GP Polski – Gorzów Wielkopolski | GP Szwecji – Målilla           | GP Łotwy – Ryga                 | GP Wielkiej Brytanii – Cardiff | GP Danii – Vojens              | GP Polski – Toruń   | miejsce         | miejsce           | miejsce           | miejsce | miejsce | miejsce | miejsce | miejsce | miejsce | miejsce | punkty  | punkty | punkty | punkty | punkty | punkty | punkty | punkty | punkty | punkty |        |        |   |   |
| –                      | –                    | –                    | –                     | –                               | –                              | –                               | –                              | 6                              | –                   | 19              | 19                | 19                | 19      | 19      | 19      | 19      | 19      | 19      | 19      | 19      | 19     | 6      | 6      | 6      | 6      | 6      | 6      | 6      | 6      | 6      | 6      | 6 | 6 |
| Sezon 2024             |                      |                      |                       |                                 |                                |                                 |                                |                                |                     |                 |                   |                   |         |         |         |         |         |         |         |         |        |        |        |        |        |        |        |        |        |        |        |   |   |
| GP Chorwacji – Goričan | Sprint – Warszawa    | GP Polski – Warszawa | GP Niemiec – Landshut | GP Czech – Praga                | GP Szwecji – Målilla           | GP Polski – Gorzów Wielkopolski | Sprint – Cardiff               | GP Wielkiej Brytanii – Cardiff | GP Polski – Wrocław | GP Łotwy – Ryga | GP Danii – Vojens | GP Polski – Toruń | miejsce | miejsce | miejsce | miejsce | miejsce | miejsce | miejsce | miejsce | punkty | punkty | punkty | punkty | punkty | punkty | punkty | punkty |        |        |        |   |   |
| –                      | –                    | –                    | –                     | –                               | –                              | –                               | –                              | –                              | –                   | –               | 9                 | –                 | 19      | 19      | 19      | 19      | 19      | 19      | 19      | 19      | 9      | 9      | 9      | 9      | 9      | 9      | 9      | 9      |        |        |        |   |   |

| Statystyki        | Statystyki |
| ----------------- | ---------- |
| Starty            | 3          |
| Zwycięstwa        | 0          |
| Miejsca na podium | 0          |
| Finalista         | 0          |
| Punkty            | 27         |

## Osiągnięcia
- Drużynowy wicemistrz Europy (2022)
- Srebrny medalista Drużynowych mistrzostw Europy juniorów (2013)
- Dwukrotny finalista Indywidualnych mistrzostw Europy juniorów w 2012 (6 m. - 9 pkt.) i 2013 roku (7 m. - 8 pkt.)
- Złoty medalista Indywidualnych mistrzostw Danii (2022) oraz brązowy (2019)
- Dwukrotny złoty medalista Drużynowych mistrzostw Danii (2014 i 2021)